# Actinopus
Genre
Synonymes
- Pachyloscelis Lucas, 1834
- Closterochilus Ausserer, 1871
- Theragretes Ausserer, 1871
- Aussereria Holmberg, 1881

Actinopus est un genre d'araignées mygalomorphes de la famille des Actinopodidae.

## Distribution
Les espèces de ce genre se rencontrent en Amérique du Sud et au Panama.

## Liste des espèces
Selon World Spider Catalog (version 26, 08/07/2025) :
- Actinopus anselmoi Miglio, Pérez-Miles & Bonaldo, 2020
- Actinopus apalai Miglio, Pérez-Miles & Bonaldo, 2020
- Actinopus apiacas Miglio, Pérez-Miles & Bonaldo, 2020
- Actinopus argenteus Ríos-Tamayo & Goloboff, 2018
- Actinopus ariasi Ríos-Tamayo & Goloboff, 2018
- Actinopus azaghal Miglio, Pérez-Miles & Bonaldo, 2020
- Actinopus balcarce Ríos-Tamayo & Goloboff, 2018
- Actinopus bocaina Miglio, Pérez-Miles & Bonaldo, 2020
- Actinopus buritiensis Miglio, Pérez-Miles & Bonaldo, 2020
- Actinopus candango Miglio, Pérez-Miles & Bonaldo, 2020
- Actinopus caraiba (Simon, 1889)
- Actinopus castelo Miglio, Pérez-Miles & Bonaldo, 2020
- Actinopus casuhati Ríos-Tamayo & Goloboff, 2018
- Actinopus caxiuana Miglio, Pérez-Miles & Bonaldo, 2020
- Actinopus chilikuti Ríos-Tamayo & Goloboff, 2025
- Actinopus clavero Ríos-Tamayo & Goloboff, 2018
- Actinopus coboi Ríos-Tamayo, 2019
- Actinopus cochabamba Ríos-Tamayo, 2016
- Actinopus concinnus Miglio, Pérez-Miles & Bonaldo, 2020
- Actinopus confusus Miglio, Pérez-Miles & Bonaldo, 2020
- Actinopus cordobensis Ríos-Tamayo & Goloboff, 2018
- Actinopus cornelli Miglio, Pérez-Miles & Bonaldo, 2020
- Actinopus coylei Ríos-Tamayo & Goloboff, 2018
- Actinopus crassipes (Keyserling, 1891)
- Actinopus cucutaensis Mello-Leitão, 1941
- Actinopus dioi Miglio, Pérez-Miles & Bonaldo, 2020
- Actinopus dubiomaculatus Mello-Leitão, 1923
- Actinopus ducke Miglio, Pérez-Miles & Bonaldo, 2020
- Actinopus echinus Mello-Leitão, 1949
- Actinopus emas Miglio, Pérez-Miles & Bonaldo, 2020
- Actinopus embera Osorio, Sherwood & Quĳano-Cuervo, 2025
- Actinopus excavatus Ríos-Tamayo & Goloboff, 2018
- Actinopus fernandezi Ríos-Tamayo, 2019
- Actinopus fractus Mello-Leitão, 1920
- Actinopus gerschiapelliarum Ríos-Tamayo & Goloboff, 2018
- Actinopus goloboffi Ríos-Tamayo, 2014
- Actinopus guajara Miglio, Pérez-Miles & Bonaldo, 2020
- Actinopus harti Pocock, 1895
- Actinopus harveyi Miglio, Pérez-Miles & Bonaldo, 2020
- Actinopus hirsutus Miglio, Pérez-Miles & Bonaldo, 2020
- Actinopus indiamuerta Ríos-Tamayo & Goloboff, 2018
- Actinopus insignis (Holmberg, 1881)
- Actinopus ipioca Miglio, Pérez-Miles & Bonaldo, 2020
- Actinopus itacolomi Miglio, Pérez-Miles & Bonaldo, 2020
- Actinopus itapitocai Miglio, Pérez-Miles & Bonaldo, 2020
- Actinopus itaqui Miglio, Pérez-Miles & Bonaldo, 2020
- Actinopus jaboticatubas Miglio, Pérez-Miles & Bonaldo, 2020
- Actinopus jamari Miglio, Pérez-Miles & Bonaldo, 2020
- Actinopus laventana Miglio, Pérez-Miles & Bonaldo, 2020
- Actinopus lomalinda Miglio, Pérez-Miles & Bonaldo, 2020
- Actinopus longipalpis C. L. Koch, 1842
- Actinopus lucasae Sherwood & Ríos-Tamayo, 2023
- Actinopus magnus Ríos-Tamayo & Goloboff, 2018
- Actinopus mairinquensis Miglio, Pérez-Miles & Bonaldo, 2020
- Actinopus mesa Miglio, Pérez-Miles & Bonaldo, 2020
- Actinopus nattereri (Doleschall, 1871)
- Actinopus nigripes (Lucas, 1834)
- Actinopus obidos Miglio, Pérez-Miles & Bonaldo, 2020
- Actinopus obrerografico Nicoletta, Soresi & Ferretti, 2025
- Actinopus osbournei Miglio, Pérez-Miles & Bonaldo, 2020
- Actinopus palmar Ríos-Tamayo & Goloboff, 2018
- Actinopus pampa Ríos-Tamayo & Goloboff, 2018
- Actinopus pampulha Miglio, Pérez-Miles & Bonaldo, 2020
- Actinopus panguana Miglio, Pérez-Miles & Bonaldo, 2020
- Actinopus parafundulus Miglio, Pérez-Miles & Bonaldo, 2020
- Actinopus paraitinga Miglio, Pérez-Miles & Bonaldo, 2020
- Actinopus paranensis Mello-Leitão, 1920
- Actinopus patagonia Ríos-Tamayo & Goloboff, 2018
- Actinopus piceus (Ausserer, 1871)
- Actinopus pinhao Miglio, Pérez-Miles & Bonaldo, 2020
- Actinopus princeps Chamberlin, 1917
- Actinopus puelche Ríos-Tamayo & Goloboff, 2018
- Actinopus pusillus Mello-Leitão, 1920
- Actinopus ramirezi Ríos-Tamayo & Goloboff, 2018
- Actinopus reycali Ríos-Tamayo & Goloboff, 2018
- Actinopus reznori Miglio, Pérez-Miles & Bonaldo, 2020
- Actinopus robustus (O. Pickard-Cambridge, 1892)
- Actinopus rojasi (Simon, 1889)
- Actinopus rufibarbis Mello-Leitão, 1930
- Actinopus rufipes (Lucas, 1834)
- Actinopus saraguro Dupérré & Tapia, 2025
- Actinopus scalops (Simon, 1889)
- Actinopus septemtrionalis Ríos-Tamayo & Goloboff, 2018
- Actinopus simoi Ríos-Tamayo, 2019
- Actinopus szumikae Ríos-Tamayo & Goloboff, 2018
- Actinopus taragui Ríos-Tamayo & Goloboff, 2018
- Actinopus tarsalis Perty, 1833
- Actinopus tasneemae Sherwood & Pett, 2022
- Actinopus tatara Montenegro & Aguilera, 2023
- Actinopus tetymapyta Sherwood & Pett, 2022
- Actinopus trinotatus Mello-Leitão, 1938
- Actinopus tutu Miglio, Pérez-Miles & Bonaldo, 2020
- Actinopus urucui Miglio, Pérez-Miles & Bonaldo, 2020
- Actinopus uruguayense Ríos-Tamayo, 2019
- Actinopus utinga Miglio, Pérez-Miles & Bonaldo, 2020
- Actinopus valencianus (Simon, 1889)
- Actinopus vilhena Miglio, Pérez-Miles & Bonaldo, 2020
- Actinopus wallacei F. O. Pickard-Cambridge, 1896
- Actinopus xenus Chamberlin, 1917
- Actinopus xingu Miglio, Pérez-Miles & Bonaldo, 2020

## Systématique et taxinomie
Ce genre a été décrit par Perty en 1833.
Aussereria a été placé en synonymie par Simon en 1892.
Pachyloscelis a été placé en synonymie par F. O. Pickard-Cambridge en 1896.
Closterochilus et Theragretes ont été placés en synonymie par Raven en 1985.

## Publication originale
- Perty, 1833 : « Arachnides Brasilienses. » Delectus animalium articulatorum quae in itinere per Braziliam annis 1817 et 1820 jussu et auspiciis Maximiliani Josephi I. Bavariae Regis Augustissimi peracto collegerunt dr. J. B. de Spix et dr. C. F. Ph. de Martius, Monachii, p. 191-209.